# Полицейская академия 6: Город в осаде
«Полицейская академия 6: Город в осаде» (англ. Police Academy 6: City Under Siege) — американский криминальный комедийный фильм 1989 года с Буббой Смит, Дэвидом Графом и Майклом Уинслоу в главных ролях. Его поставил Питер Бонерз, а сценарий написал Стивен Курвик, выбрав в качестве действующих лиц персонажей, созданных Нилом Исраэлем и Пэтом Профтом. Фильм попал в рейтинг PG за сцены насилия и особенности речи персонажей. Это был пятый и последний сиквел Полицейской академии, выпущенный сразу после выхода предыдущей части серии фильмов. Прошло пять лет, прежде чем на экраны вышел следующий фильм «Полицейская академия 7: Миссия в Москве». «Полицейская академия 6: Город в осаде» также был последним фильмом в своей серии, в котором Бубба Смит, Мэрион Рэмси, Брюс Малер, Лэнс Кинси и Джордж Р. Робертсон сыграли своих героев.

## Сюжет
В городе орудует неуловимая преступная группировка «Банда из Уилсон Хайтса», состоящая из трёх человек: Аса, Флеша и здоровяка «Быка». Они грабят ювелирные магазины и банки, действуя по заданиям своего анонимного шефа. Таддеус Харрис, самонадеянный капитан, глава участка, в котором происходят преступления, и его подручный Карл Проктор устраивают засаду на преступников у ювелирного магазина. В какой-то момент Харрис начинает вести монолог про свою власть и в итоге не замечает, как подъезжает банда Уилсона и грабит магазин, находящийся рядом с ними.
После этого случая мэр города и комиссар Херст для поимки банды, к огромному неудовольствию Харриса, решают пригласить на подмогу коменданта Лассарда и его группу: Ларвелла Джонса, Мозеса Хайтауэра, Юджина Тэклбери, Лаверн Хукс, Дебби Каллахан, племянника коменданта — Ника Лассарда и вернувшегося Дугласа Фэклера. На собрании им объясняют, что банда всегда на шаг впереди полиции, из чего руководство делает вывод, что у бандитов есть сообщник в полиции, через которого происходит утечка информации. Пока идёт собрание, банда Уилсона совершает очередное ограбление банка, а на встрече с мэром Харрис во всём обвиняет группу Лассарда, называя их некомпетентными.
На следующем собрании Ник сообщает, что получена наводка, по которой банда Уилсона собирается в офисе небоскрёба «Юнион Тауэрс», и поэтому он предлагает отправить туда двух офицеров под прикрытием. Харрис вместе с Проктором вызываются сделать это, для чего им приходится замаскироваться под мойщиков окон небоскрёба. Однако Харрису ничего подслушать не удаётся. По вине Проктора он едва не сваливается со своей платформы с огромной высоты. Полиция опять остаётся ни с чем.
Тем временем Ник, проведя свои собственные исследования, вместе с коллегами организовывает засаду у очередного ювелирного магазина. И действительно, вскоре этот магазин грабит банда Уилсона, но на выходе из магазина полицейские окружают их. Но не вовремя появившиеся Харрис с Проктором опять всё портят и дают преступникам скрыться. А спустя некоторое время украденные драгоценности находят в кабинете коменданта Лассарда, после чего его и всю его группу отстраняют от задания.
Отстранённые офицеры хотят во что бы то ни стало восстановить репутацию своего любимого коменданта. Ник делится результатами своих наблюдений. Он заметил, что все ограбления банды Уилсона происходят по старому маршруту 51-го автобуса. Офицеры понимают, что кто-то, с помощью банды Уилсона, специально хочет повысить уровень преступности в этом районе, чтобы цена на всю собственность в нём снизилась, и тогда её можно будет просто скупить по дешёвке.
Тем временем банда Уилсона, действуя по приказу своего анонимного босса, начинает последний этап его плана — операцию «Хаос». Они взрывают городскую электростанцию и обесточивают весь город. В городе начинается шквал преступности. Офицеры Лассарда выходят на патрулирование города. Во время патруля Ник внезапно замечает банду Уилсона; связавшись со своими коллегами, он преследует их, пока банда не сворачивает в переулок и скрывается в канализационном люке. Ник и подоспевшие Джонс, Хайтауэр и Тэклберри залезают туда. Идя по канализационному тоннелю, они доходят до другого люка. Джонс, Хайтауэр и Тэклберри решают проверить, что снаружи, и вылезают на поверхность, а Ник идёт дальше по тоннелю, чтобы узнать, куда он ведёт. Джонс, Хайтауэр и Тэклберри, вылезая на поверхность, сталкиваются с бандой и, разделившись, одолевают всех троих.
Тем временем Ник, идя по тоннелю, находит базу банды. Неожиданно с ним связывается из соседнего помещения босс банды, который запирает дверь в логово и наполняет помещение отравляющим газом. Однако Ника спасает подоспевший Хайтауэр. Вдвоём они преследуют босса банды, пока не заканчивается тоннель. Когда они вылезают наружу, они думают, что упустили его. Но в этот момент босс проезжает мимо них на угнанном грузовике с подъёмником. Ник успевает запрыгнуть в кабину подъёмника. Хайтауэр, сев в пикап — «Бигфут» — и подобрав Джонса и Тэклберри, едет за ним. В ходе погони Ник перепрыгивает в машину Хайтауэра. После длительной погони босс банды останавливает машину и скрывается в здании полицейского участка. Офицеры преследуют его и видят, как он забегает в кабинет комиссара Херста, однако, войдя в кабинет, они видят там только самого Херста. Офицеры озадачены. В этот момент в кабинет входит группа полицейских — Хукс, Каллахан, Лассард, Харрис, Проктор и ещё один Херст. Оба Херста обвиняют друг друга в мошенничестве. Офицеры, поняв, что один из Херстов — это босс банды, применяют метод «Буратино»: дёргают обоих Херстов за носы, чтобы узнать, на ком из них маска. Выясняется, что маска на том Херсте, которого они обнаружили в кабинете. Офицеры стаскивают с поддельного Херста маску и видят босса. Боссом оказывается Мэр. Как и догадывался Ник, мэр специально создал банду Уилсона, чтобы повысить уровень преступности в районе для того, чтобы снизить цену на всю собственность в нём, а затем купить её за дёшево, потом расформировать банду и уйти в отставку. Напоследок мэр благодарит Харриса за то, что тот сообщал ему всю информацию о полицейских. Офицеры понимают, через кого шла утечка информации.
В конце фильма губернатор штата награждает всех офицеров, принимавших участие в задержании банды.

## В ролях
- Мэтт Маккой — сержант Ник Лассард
- Майкл Уинслоу — сержант Ларвелл Джонс
- Дэвид Граф — сержант Юджин Теклбери
- Бубба Смит — лейтенант Мозес Хайтауэр
- Мэрион Рэмси — сержант Лаверн Хукс
- Лесли Истербрук — капитан Дебби Каллахан
- Джордж Гейнс — комендант Эрик Лассард
- Джордж Бэйли — капитан Таддеус Харрис
- Лэнс Кинси[англ.] — лейтенант Проктор
- Джордж Р. Робертсон — комиссар Генри Хёрст
- Брюс Малер — сержант Факлер
- Кеннет Марс — мэр
- Геррит Грэм — Ас
- Брайан Симан — Флэш
- Дарвин Суолв — Бык

## Ориентиры
Некоторые достопримечательности и люди, фигурирующие в фильме, служат отсылками к Торонто, городу, где снималось большинство сцен первых четырёх фильмов Полицейской академии. Полицейский участок называется Полицейским участком Окдейла, под которым подразумевается район Окдейл в Торонто, представляющий собой небольшую территорию между западными перекрестками шоссе 400 и Финч-авеню, простирающиеся к югу от Шеппард-авеню и на восток сразу за Джейн-стрит. Его часто называют частью района Даунсвью в Торонто. Кроме того, преступная организация, стоящая за волной преступности в городе, называется Банда Уилсон-Хайтс, что является отсылкой к бульвару Уилсон-Хайтс, улице в районе Даунсвью, находящейся в одноимённой области Уилсон-Хайтс.

## Производство
«Полицейская академия 6: Город в осаде» полностью снимался в Лос-Анджелесе, штате Калифорния.

## Прием

### Критический ответ
Шестой фильм получил крайне негативные отзывы критиков и зрителей. На Rotten Tomatoes фильм имеет рейтинг 0 % на основе 7 обзоров. На Metacritic фильм, как и предыдущий, получил оценку 16 % на основе отзывов 8 критиков, что указывает на «полную неприязнь». Зрители, опрошенные CinemaScore, поставили фильму оценку B-.
Пит Хаммонд в «Путеводителе по фильмам» Леонарда Мальтина дал «Полицейской академии 6: Город в осаде» низкую оценку, написав: «Эта картина предназначена только для тех, кто думал, что Полицейская академия 5: Место назначения „Майами Бич“ была не сахар». DVD / Video Guide Мика Мартина и Марши Портер дал первым двум фильмам Полицейской академии 2 звезды из 5; и каждый последующий фильм получил самый низкий балл. Редко какой фильм так отчаянно требовал смеха". Ричард Харрингтон из Washington Post писал: «В Полицейской академии 6: Город в осаде» юмор (с позволения сказать) снотворный и идиотский".

### Театральная касса
Фильм получил низкие кассовые сборы в США, попав в день выхода на 2 место с валовым сбором в 4 032 480 долларов за выходные. Это была первая кинокартина «Полицейской академии», не занявшая первое место в прокате во время выходных в США. В итоге шестой фильм собрал 11 567 217 долларов в США и Канаде и 33 190 000 долларов по всему миру.